# Музеї гірничої справи

Музеї гірничої справи, музеї гірництва (рос. музеи горного дела, англ. mining museums; нім. Bergbaumuseen n pl) — культурно-освітні та науково-дослідні заклади, що збирають, вивчають, експонують та зберігають артефакти з гірничої справи.

## Музеєфікація пам’яток гірництва
Музеєфікація пам’яток гірництва дуже важлива з огляду на провідну роль гірництва у розвитку технологічних і культурних складових людської цивілізації, його впливу практично на всі сфери життя суспільства. Не випадково список світової культурної спадщини ЮНЕСКО включає значну кількість гірничих об’єктів минулого (Королівська соляна шахта у Величці, Срібний рудник Раммельсберг, Мідна копальня в Коппарберзі, Римські арругії в Лас-Медулас, Потосі та ін.).

## США
У США діє цілий ряд музеїв гірничої справи — у шт. Монтана, Аризона, Колорадо, Кентуккі, Мічиган, Нью-Мексико, Вайомінг, Дакота, Міннесота та ін., причому вони мають як універсальний, так і вузькоспеціалізований характер — це музеї мідевидобувної, залізорудної, золоторудної і т. д. промисловості (▪ World Museum of Mining, Butte, Montana; ▪ Arizona Mineral and Mining Museum, Phoenix, Arizona; ▪ Bisbee Mining & Historical Museum, Bisbee, Arizona; ▪ National Mining Hall of Fame & Museum, Leadville, Colorado; ▪ Walsenburg Mining Museum, Walsenburg, Colorado; ▪ Western Museum of Mining & Industry, Colorado Springs, CO; ▪ Creede Underground Mining Museum, Creede, Colorado; ▪ Argo Gold Mine and Mill, CO; ▪ Kentucky Coal Mining Museum, Benham, Kentucky; ▪ Copper Mining Museum, Calumet, Michigan; ▪ Iron Mining Museum, Iron Mountain, Michigan; ▪ Sterling Hill Mining Museum, New Jersey; ▪ New Mexico Mining Museum, Grants, New Mexico; ▪ Black Hills Mining Museum, Lead, South Dakota; ▪ Trona Mining Museum, Lyman, Wyoming; ▪ Golden Loop Historic Parkway, Cripple Creek, CO; ▪ Crystal Gold Mine, Idaho; ▪ Minnesota Museum of Mining), ▪ The Houston Museum of Natural Science

## Канада
У Канаді діють гірничі музеї: 1. Cape Breton Mining Museum, Nova Scotia; 2. British Columbia Museum of Mining, Britannia Beach, BC; 3. Rossland Mining Museum, Rossland, British Columbia.

## Європа
У Європі гірничі музеї є в: Англії, Німеччині, Шотландії, Ірландії, Словенії, Іспанії, Чехії, Україні, Польщі, Греції, Росії (▪ National Coal Mining Museum, Wakefield, England; ▪ Haig Colliery Mining Museum, Cumbria, UK; ▪ Durham Mining Museum, UK; ▪ Museum of Lead Mining, Dumfries and Galloway, Scotland; ▪ Peak District Mining Museum, Matlock Bath, UK; ▪ Tom Leonard Ironstone Mining Museum, Cleveland, UK; ▪ Llywernog Silver-Lead Mine, Wales; ▪ Scottish Mining Museum, Newtongrange, Scotland; ▪ Mining Heritage Trust of Ireland; ▪ National Mining Museum of Luxembourg; ▪ German Mining Museum, Bochum, Germany; ▪ Upper Harz Mining Museum, Clausthal-Zellerfeld, Germany; ▪ Coal Mining Museum of Slovenia, Velenje, Slovenia; ▪ Mining Museum Cultural Association, Spain; ▪ Mining Museum, Brezove Hory, Czech Republic; Mining Museum, Milos Island, Greece; ▪ Mining Museum, Lysychansk, Ukraine; ▪ Mining Museum, Freiberg, Germany; ▪ Mining Museum, Wieliczka. Poland; Mining Museum of S.-Piterburg mining institute (за назвами відповідних інтернет-сайтів).

## Україна
В Україні є декілька музейних експозицій з історії гірництва. Лисичанський музей історії гірничої справи заснований 1995 року, в переддень святкування 200-річчя Донецького вугільного басейну, в приміщенні колишньої штейгерської школи м. Лисичанська. Основна експозиція присвячена історії розвитку вугільної промисловості. За 10 років існування музей відвідало понад 60 тис. чоловік.
У 1974 р. було відкрито музей історії Національного гірничого університету України (м. Дніпро), який має близько 7 тис. експонатів, Геолого-мінералогічний музей Національного гірничого університету. У 2001 р. рішенням Вченої ради НГУ музею присвоєне ім'я О. М. Поля. У 2002 р. при вугільній компанії "Шахта «Краснолиманська» (м. Родинське Донецької обл.) відкрито музей шахти. Експозиція історії гірництва діє у м. Докучаївськ (Донецька обл.), де працює Докучаївський флюсо-доломітний комбінат. При Криворізькому технічному університеті діє гірничо-мінералогічний музей. У с. Пнів (Надвірнянський район, Івано-Франківська область) є Музей нафтопромислів Галичини (НГВУ Надвірнанафтогаз).

## Інші країни та регіони
Росія
У Російській Федерації діє ряд регіональних гірничих музеїв — у м. Гуково Ростовської обл. — музей шахтарської праці, музей вугілля — на Кузбасі, музей «Гірничозаводський Урал» — у Нижньому Тагілі, музей історії гірничої справи Алтаю — у м. Зміїногірську. У Барнаулі працює один з найдавніших в Росії Алтайський державний краєзнавчий музей.
Казахстан
У 1999 р. у Алмати відкрито Музей історії гірничо-рудної промисловості Казахстану.
Чехія
Гірничий музей м. Пршибрам

## Об'єктиЮНЕСКО
Список світової культурної спадщини („World Heritage”) Організації Об’єднаних Націй з питань освіти, науки та культури (ЮНЕСКО) включає 15 уславлених рудників минулих часів, а саме: королівську соляну копальню Величка (Польща, 1978 р.), гірничопромислове місто Рьорус (Норвегія, 1980 р.), гірниче місто Потосі (Болівія, 1987 р.), гірниче місто Гуанахуато з прилеглими рудниками (Мексика, 1988 р.), срібний рудник Раммельсберг і місто Гослар (Німеччина, 1992), гірниче місто Банська Штявниця (Словаччина, 1993 р.), місто й рудники Кутна Гора (Чехія, 1995 р.), район римських арругій Лас-Медулас (Іспанія, 1997), неолітичні копальні кременю в Сп’єнні (Бельгія, 2000 р.), гірничопромисловий ландшафтний парк Бленавон (Велика Британія, 2000 р.), Велику мідну гору Фалун (Швеція, 2001 р.), вугільну шахту „Цольферайн” в Ессені (Німеччина, 2001 р.), гірничопромисловий ландшафтний парк Корнуола й Західного Девоншира (Велика Британія, 2006 р.), гірниче місто Сьюелл (Чилі, 2006 р.), давню соляну шахту-фабрику (Чилі, 2006 р.), Музей Айрон-Брідж.

## Музеєфікація нафтогазової справи
- Музей нафтопромислів Галичини[1]
- Музей нафти (Румунія)
- Музей нафтових і газових промислів ім. Ігнасія Лукасєвича у м. Бубрка, Польща.[2]
- Музей нафтової і газової промисловості України[3]

Інші музеї нафти світу: Ханти-Мансійськ та Альмєтьєвськ (Росія), Ставангер (Норвегія), музеї нафти США, Канади, Індонезії тощо.